# Pleurophyllum
Pleurophyllum, maleni rod glavočika smješten u podtribus Celmisiinae, dio tribusa Astereae, potporodica Asteroideae. 
Postoji tri priznate vrste čije je područje ograničeno na Novozelandska subantarktička otočja i otočja Chatham.

## Vrste
1. Pleurophyllum criniferum Hook.f.
2. Pleurophyllum hookeri Buchanan
3. Pleurophyllum speciosum Hook.f.